# Streptococcus agalactiae
Streptococcus agalactiae (cunoscut și sub denumirea de streptococ de grup B sau SGB) este o specie de bacterie sub formă de streptococ, Gram-pozitivă, formând în frotiu colorat lanțuri lungi (după cum reiese din denumirea genului Streptococcus). Este o bacterie anaerobă cu proprietăți beta-hemolitice, catalazo-negativă și facultativ-anaerobă.
S. agalactiae este cel mai frecvent agent patogen uman al streptococilor aparținând grupului B (conform clasificării Lancefield a streptococilor). Celulele SGB sunt căptușite de o capsulă bacteriană compusă din polizaharide (exopolizaharide). Specia este subclasificată în zece serotipuri (Ia, Ib, II-IX) în funcție de reactivitatea imunologică a capsulei polizaharidice.
În general, streptococul de grup B este o bacterie comensală, inofensivă, care face parte din microbiota umană și colonizează tractul gastrointestinal și genito-urinar la până la 30% dintre adulții umani sănătoși (purtători asimptomatici). Cu toate acestea, poate provoca infecții invazive grave, în special la nou-născuți, la persoanele în vârstă și la persoanele cu un sistem imunitar compromis.

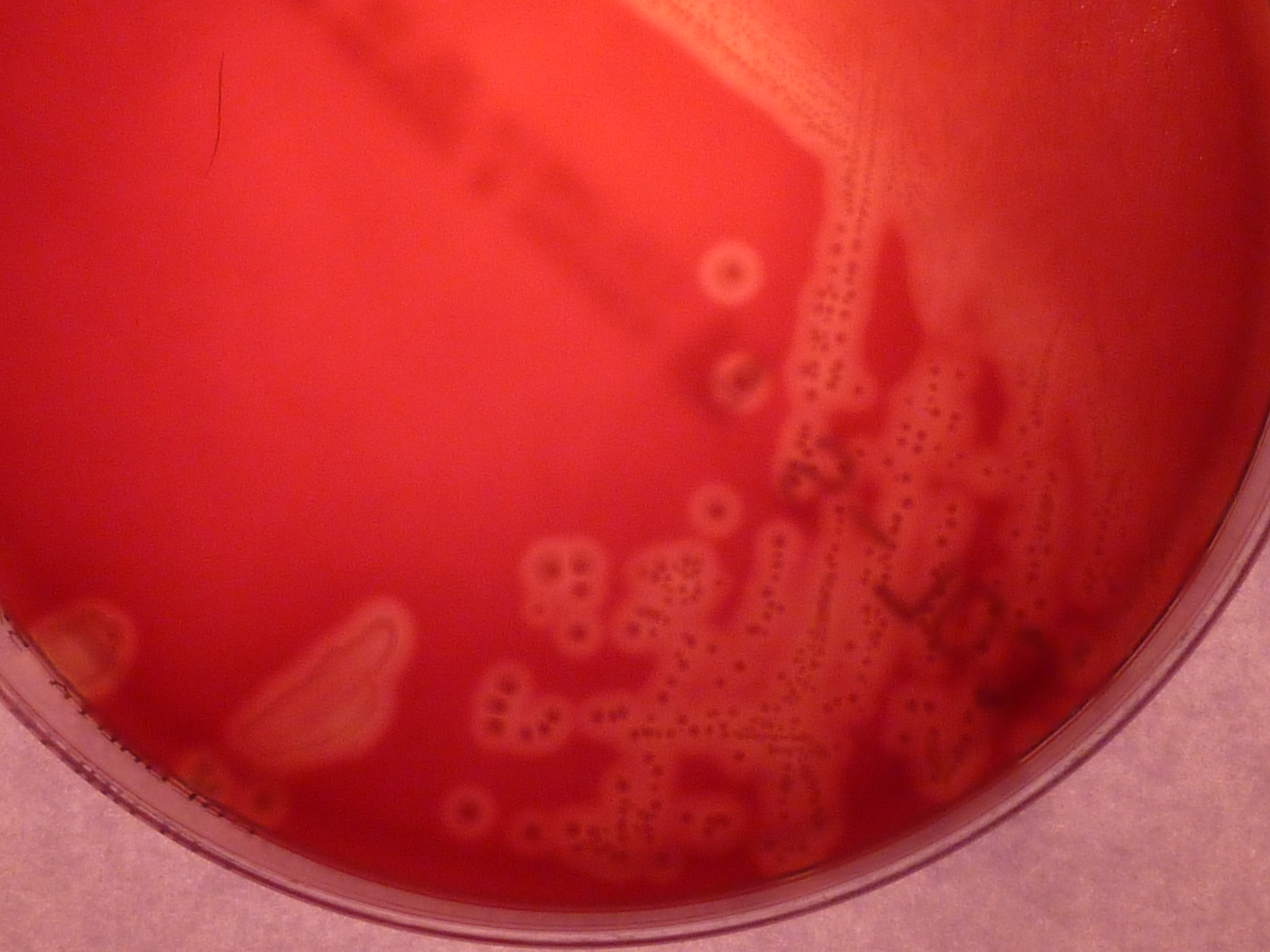
Colonii β-hemolitice de Streptococcus agalactiae pe geloză sânge, după incubare 18 ore la 36°C